# Vîdranîțea, Ratne
Vîdranîțea (în ucraineană Видраниця) este localitatea de reședință a comunei Vîdranîțea din raionul Ratne, regiunea Volînia, Ucraina.

## Demografie
Componența lingvistică a localității Vîdranîțea
     Ucraineană (99,61%)
     Alte limbi (0,38%)
Conform recensământului din 2001, majoritatea populației localității Vîdranîțea era vorbitoare de ucraineană (99,61%), existând în minoritate și vorbitori de alte limbi.